# Макговни, Рон
Рон Макговни (англ. Ron McGovney; 2 ноября 1963, Лос-Анджелес, Калифорния) — американский музыкант, наиболее известный как первый бас-гитарист группы Metallica, впоследствии сменённый Клиффом Бёртоном. Разочаровавшись в музыке, Макговни продал почти все музыкальные принадлежности. Через несколько лет вступил в группу Phantasm.
12 декабря 2011 года на сцене «Bay Area», Сан-Франциско, присоединился (вместе с Дэйвом Мастейном и Ллойдом Грантом, бывшими гитаристами группы) к Metallica во время праздничного концерта в честь тридцатилетия группы, исполнив вместе с ними Hit The Lights и Seek & Destroy.